# Phemiades
Phemiades là một chi bướm ngày thuộc họ Bướm nâu.